# 沖縄郵便局
沖縄郵便局（おきなわゆうびんきょく）は、沖縄県沖縄市にある郵便局。民営化以前の分類では集配普通郵便局であった。

## 概要
住所：〒904-8799 沖縄県沖縄市胡屋4-2-16

### 分室
- 読谷集配分室 (70025) [1] - 読谷郵便局の集配業務を引き継ぐ形で、2020年（令和2年）10月12日付で設置。
  - 住所：〒904-0399 沖縄県中頭郡読谷村古堅866-2

## 沿革
- 1934年（昭和9年）12月1日 - 越来（ごえく）郵便局として開局。
- 1945年（昭和20年） - 沖縄が、米軍統治下に入る。
- 1945年（昭和20年）9月4日 - 胡差（こざ）郵便局に改称。
- 1946年（昭和21年）9月2日 - 越来郵便局に戻る。
- 1954年（昭和27年）4月1日 - 琉球政府発足により、同政府郵政局（のちの琉球郵政庁）管轄下に入る。
- 1956年（昭和31年）9月1日 - コザ中央郵便局に改称。
- 1966年（昭和41年）9月1日 - コザ郵便局に改称。
- 1972年（昭和47年）5月15日 - 沖縄返還に伴い、郵政省沖縄郵政管理事務所管轄の集配普通郵便局[2]であるコザ郵便局として設置[3]。
- 1982年（昭和57年）3月15日 - 沖縄市上地から、同市胡屋四丁目に移転するとともに、沖縄郵便局に改称。
- 1991年（平成3年）10月1日 - 外国通貨の両替および旅行小切手の売買に関する業務取扱を開始。
- 2007年（平成19年）10月1日 - 民営化に伴い、併設された郵便事業沖縄支店に一部業務を移管。
- 2012年（平成24年）10月1日 - 日本郵便株式会社の発足に伴い、郵便事業沖縄支店を沖縄郵便局に統合。
- 2015年（平成27年）3月2日 - 北谷郵便局から「904-01xx」区域の集配業務を移管。
- 2020年（令和2年）10月12日 - 読谷分室を設置。読谷郵便局の集配業務を当局読谷集配分室に移管。
- 2021年（令和3年）6月21日 - 嘉手納郵便局の集配業務を当局読谷集配分室に移管。

## 取扱内容
- 郵便、印紙、ゆうパック、内容証明
- 貯金、為替、振替、振込、国際送金、外貨両替・トラベラーズチェック、国債、投資信託
- 生命保険、バイク自賠責保険、自動車保険、変額年金保険
- ゆうちょ銀行ATM
- 「904-00xx」「904-01xx」区域（沖縄市内（倉敷・白川、および旧美里村域を除く）、中頭郡北谷町内）の集配業務
- ゆうゆう窓口

### 読谷集配分室
- 「904-03xx」「904-02xx」区域（中頭郡読谷村内、中頭郡嘉手納町内）の集配業務

## 周辺
- 沖縄市役所
- 沖縄警察署
- 沖縄こどもの国
- 沖縄市立諸見小学校
- コザ信用金庫本店

## アクセス
- 中の町バス停（琉球バス交通・沖縄バス・東陽バス）下車、徒歩3分（南へ250m）
- 沖縄自動車道 沖縄南ICから東へ約1km
- 国道330号 胡屋（南）交差点から郵便局通りを100m入る
- 駐車場あり：12台